# Boeing Business Jet
Boeing Business Jet - BBJ je serija reaktivnih poslovnih letal (VIP), ki so razviti na podlagi potniških letal Boeing. Boeing Business Jet je 50/50 partnerstvo med Boeingom in General Electricom. Sprva se je onaka "BBJ" uporabljala za predelana letala 737, kasneje so pridružili tudi modeli 747, 777 in 787. Kapaciteta potnikov je od 25-100.  Skupno je bilo do marca 2015 naročenih 228 letal, 189 od njih so dobavili. Letala uporabljajo tako komercialni, kot tudi vladni in vojaški uporabniki.

## Specifikacije
|                           | BBJ1, BBJ2, BBJ3                       | 747 VIP                   | 777 VIP                | 787 VIP                    |
| ------------------------- | -------------------------------------- | ------------------------- | ---------------------- | -------------------------- |
| Posadka                   | 4                                      | 4                         |                        |                            |
| Kapaciteta sedežev        | 8–63                                   | 100                       | 75                     | 25                         |
| Dolžina                   | 33,63 m                                | 76,4 m                    | 69,5 m                 | 62,8 m                     |
| Razpon kril               | 35,79 m                                | 68,5 m                    | 64,8 m                 | 60,1 m                     |
| Površina kril             | 124,6 m2                               | 553,7 m2                  | 512,8 m2               | 325,3 m2                   |
| Višina                    | 12,57 m                                | 19,6 m                    | 19,6 m                 | 16,9 m                     |
| Teža praznega letala      | 42.895–44.700 kg                       | 214.500 kg                | 180.000 kg             | 138.000 kg                 |
| Maks. kapaciteta goriva   | 26.025 L                               | 239.564 L                 | 189.271 L              | 126.372 L                  |
| Maks. vzletna teža        | 77.560 kg                              | 448.000 kg                | 352.000 kg             | 253.000 kg                 |
| Maks. pristajalna teža    | 60.781 kg                              | 312.000 kg                | 251.000 kg             | 193.000 kg                 |
| Maks. hitrost             | 890 km/h (481 vozlov, Mach 0,82)       | Mach 0,96                 | Mach 0,92              | Mach 0,9                   |
| Vzletna razdalja pri MTOW | 1600 m                                 | 3090 m                    | 2800 m                 | 2900 m                     |
| Dolet                     | 11480 km (6200 nmi) 8 potnikov;        | 17.150 km (9260 nmi)      | 18.700 km (10.100 nmi) | 18.430 km (9950 nmi)       |
| Višina leta (servisna)    | 12.000 m (41.000 čvl.)                 | 13.700 m (45.100 čvl.)    | 13.100 m (43.100 čvl.) | 13.100 m (43.100 čvl.)     |
| Naklon kril               | 25,02 °                                | 37,5 °                    | 33,5 °                 | 32,2 °                     |
| Pogon                     | 2 × CFM International CFM56-7 turbofan | 4 × General Electric Genx | 2 × GE90-115B1         | 2 × Rolls-Royce Trent 1000 |
| Potisk motorjev           | 2 x 117,4 kN                           | 4 × 296 kN                | 2 × 556 kN             | 2 × 320 kN                 |